# Lodoga (Californie)
Lodoga est une census-designated place du comté de Colusa, dans l'État de Californie, aux États-Unis,. En 2020, elle compte une population de 184 habitants.